# Debates na eleição municipal de Goiânia em 2012
Os debates na eleição municipal de Goiânia em 2012 consistem numa série de debates que serão promovidos entre os candidatos à prefeitura de Goiânia em 2012: o apresentador e deputado estadual Elias Júnior, a deputada estadual Isaura Lemos, o administrador José Netho, o deputado federal Jovair Arantes, o atual prefeito Paulo Garcia, o professor de história Reinaldo Pantaleão, o advogado Rubens Donizzeti e o vereador Simeyzon Silveira. O primeiro debate foi realizado pela TV Goiânia, afiliada da Rede Bandeirantes, no dia 2 de agosto. Foram convidados a participar os seis candidatos cujos partidos possuem representação na Câmara dos Deputados; assim sendo, José Netho e Rubens Donizzeti não participaram. No dia 5 de agosto foi realizado o segundo debate, promovido pela Fonte TV. Desta vez, todos os candidatos foram convidados a participar. Em 16 de agosto foi a vez da TV Capital realizar seu debate, tendo convidado apenas os seis candidatos cujos partidos possuem representação parlamentar. O debate mais esperado seria realizado no dia 4 de outubro, três dias antes da eleição, pela TV Anhanguera, afiliada da Rede Globo e contaria com a presença dos quatro candidatos mais bem colocados nas pesquisas de intenção de voto. No entanto, a emissora acabou cancelando o debate após a Justiça Eleitoral garantir a participação de outros dois candidatos.

## TV Goiânia
Durante o debate, Paulo Garcia recebeu críticas em áreas como saúde, segurança, transporte coletivo e trânsito. O petista lembrou, diversas vezes, que destina 23% da arrecadação municipal à saúde, destacando a construção do Hospital da Mulher e a revitalização do Mutirama. Jovair Arantes apresentou como bandeira a descentralização da administração municipal. Chamado por Paulo Garcia de "despreparado" após confundir o nome de dois córregos, ele criticou a gestão do petista, principalmente em relação ao trânsito. Reclamou do excesso de sinaleiros e defendeu a construção de viadutos e trincheiras. Isaura Lemos, por sua vez, criticou a falta de um sistema de monitoramento do tráfego e a pouca quantidade de agentes de trânsito. Ela prometeu fomentar a construção de estacionamentos subterrâneos e verticais para tirar os carros das ruas e também criticou a falta de leitos e médicos e a má distribuição das especialidades nos Centros de Atendimentos Integrais à Saúde (Cais). Isaura prometeu uma política de fomento à prática esportiva na periferia, com a retomada das escolas de iniciação esportiva e a construção de "clubes do povo". Elias Júnior prometeu criar uma Secretaria Municipal de Segurança Pública. Após ser apontado por Pantaleão como um dos que votaram contra os professores na Assembleia Legislativa, o candidato do PMN disse que o opositor estava equivocado e prometeu melhores condições às escolas da capital. Pantaleão também criticou a reforma do Mutirama, afirmando que o prefeito teria feito a obra "a qualquer custo, de olho nas eleições". Criticou também os contratos da prefeitura com a Delta, construtora ligada ao grupo de Carlinhos Cachoeira. Paulo Garcia disse, em resposta, que foi o primeiro político do país a suspender os contratos com a empresa. Para Simeyzon, o transporte coletivo é um dos maiores problemas da capital. Ele apresentou o projeto de baixar a tarifa aos domingos, para ajudar as famílias de baixa renda a aproveitar "o dia de lazer e de professar a sua fé". Ele falou sobre suas propostas para melhorar a mobilidade urbana, dando ênfase na construção de ciclovias, e destacou também o apoio que recebe do DEM.

## Fonte TV
Nos dois primeiros blocos, os candidatos apresentaram discursos ensaiados e propostas rasas. Apenas Jovair Arantes partiu para os ataques diretos contra o prefeito Paulo Garcia. No terceiro bloco, o prefeito destacou as obras que estão sendo realizadas por sua gestão frente ao Paço Municipal. O petista propôs discussões que não saíram de sua zona de conforto. Suas perguntas visavam o próprio discurso, voltado às obras da gestão municipal. Isaura Lemos, por sua vez, destacou os trabalhos realizados por seu marido, Euler Ivo, na área da habitação. Ela também ressaltou o fato de ter uma companheira de chapa do sexo feminino, Denise Carvalho, enfatizando o trabalho das mulheres, comparado anteriormente com o da presidenta Dilma. Jovair Arantes, por outro lado, atacou a atual administração municipal e ressaltou sua experiência política no Congresso Nacional como um fator de vantagem na busca de recursos para a capital. Simeyzon Silveira não conseguiu fugir do tema conservador de apoio à família. Rubens Donizzeti trabalhou o marxismo com ousadia, mas foi vencido por sua insegurança e inabilidade em expor suas ideias oralmente. Elias Júnior, por sua vez, não conseguiu expor as propostas de sua campanha. No quarto bloco, José Netho abordou as denúncias envolvendo Carlinhos Cachoeira, tema que havia sido evitado durante o primeiro debate. A pergunta dele, direcionada a Isaura Lemos, esquentou o clima do debate. Ao final, na despedida, Paulo Garcia insinuou que haveria um candidato que teria pedido dinheiro a Carlinhos Cachoeira para financiar sua campanha eleitoral. A crítica, embora implícita, foi direcionada a Jovair Arantes.

## TV Capital
A primeira pergunta do debate foi sobre a questão do aborto no Brasil. Todos os candidatos se posicionaram contra a legalização do método. Ao serem indagados sobre o que têm a oferecer para melhorar a vida da população, os candidatos priorizaram a saúde. Isaura, Paulo e Simeyzon defenderam a melhoria do sistema de saúde pública, enquanto Jovair defendeu a adoção do sistema Vapt-Vupt (atendimento rápido) na saúde e Elias Júnior defendeu a ampliação das UTIs. Já Pantaleão destacou que os problemas da cidade estão interligados, devendo o prefeito "pensar no todo". Em pergunta sobre o orçamento, Pantaleão respondeu que deve ser criado um mecanismo para que a população acompanhe o direcionamento da verba municipal. Segundo Jovair, sua experiência como deputado federal ajudará o município a captar recursos junto ao Governo Federal. Simeyzon defendeu uma "gestão planejada e de resultado", enquanto Paulo defendeu os investimentos de seu governo. Isaura defendeu a construção de um polo industrial para aumentar a receita da cidade. Sobre PPPs, Pantaleão se posicionou contra, enquanto Elias defendeu parcerias que melhorem a qualidade de vida do goianiense. Jovair divergiu da questão, enquanto Simeyzon defendeu as PPPs em obras de infraestrutura e Paulo se disse a favor do "Estado forte". Isaura disse que é preciso "ajudar os que mais precisam, independente da forma". No terceiro e quarto blocos, os candidatos fizeram perguntas entre si. Pantaleão criticou a privatização da Saneago. Elias defendeu a construção de viadutos, pontes e corredores de ônibus. Simeyzon defendeu a padronização das calçadas, implantação de asfalto de qualidade e caixas de infiltração. Elias prometeu banheiros químicos e segurança preventiva para todas as feiras livres, enquanto Isaura defendeu o resgate do Banco do Povo para fornecer capital e assessoria para os feirantes. Em pergunta a Jovair, Isaura defendeu a união da sociedade e das entidades religiosas para o enfrentamento das drogas. Jovair prometeu um trabalho preventivo realizado em conjunto com a polícia e os bombeiros que, segundo ele, irá reduzir a criminalidade em 70%. Paulo prometeu mais investimentos em tecnologia da saúde e a padronização do sistema, além de destacar os gastos de sua gestão na área. No quarto bloco, Elias criticou a falta de repasses do governo estadual para a segurança. Paulo defendeu seu veto contra o aumento do salário dos vereadores e criticou a falta de empenho de Jovair, enquanto deputado, em apoiar a Reforma Tributária. Este, por sua vez, criticou as isenções de impostos promovidas pela prefeitura, dizendo que elas atenderiam a interesses pessoais. Simeyzon defendeu a construção de ciclovias e a parceria com entidades religiosas. Isaura defendeu o fim do monopólio no transporte coletivo, enquanto Elias prometeu a fiscalização do setor.

## Record Goiás
O prefeito Paulo Garcia não compareceu ao debate. Com sua ausência, os outros candidatos aumentaram a artilharia contra ele. Elias Vaz, em pergunta a Isaura Lemos, criticou a ausência do prefeito, chamando sua atitude de "covarde". Esta, por sua vez, disse que a atitude do prefeito de não comparecer ao debate foi arrogante. Isaura aproveitou para criticar a gestão de Paulo, da qual o PC do B foi aliado até o início de 2012, dizendo que ela é fechada para críticas e contribuições. Tanto Jovair quanto Simeyzon apontaram a necessidade de disputarem um segundo turno, porque Paulo "não poderá fugir do debate". Antes disso, Simeyzon criticou o fato de Paulo usar a imagem da presidenta Dilma em sua campanha, afirmando que ela "faz uma política de Estado" e que "não vai virar as costas para Goiânia". Simeyzon criticou também a falta de iniciativa da prefeitura em tocar projetos que utilizem recursos federais. Donizzeti também criticou o empanho do prefeito em trabalhar com o governo federal, dizendo que "se [Paulo] tivesse vontade política já teria resolvido o problema da BR-153", citando o trecho da rodovia federal que corta Goiânia onde ocorrem acidentes de trânsito. Donizzeti, ao sabatinar Isaura, trouxe o escândalo do mensalão para o debate. Ao lembrar denúncias de corrupção envolvendo a prefeitura, como o superfaturamento de serviços da Agência Municipal de Meio Ambiente (AMMA) e da locação de equipamentos "tapa-buracos" na Agência Municipal de Obras (AMOB), Donizzeti afirmou que Paulo "deve estar sendo solidário com seus companheiros que estão sendo condenados pelo STF por participação no mensalão". Isaura disse que Paulo – eleito como vice na chapa de Iris Rezende (PMDB) na última eleição – não tem experiência administrativa suficiente para administrar Goiânia. "O candidato-prefeito pegou o governo no piloto automático: aquilo que seu antecessor fez, ele depois entregou", disse.
Os candidatos também buscaram mostrar suas propostas. Elias Júnior prometeu construir o Hospital do Idoso, e aumentar os leitos de UTIs disponíveis na rede municipal e conveniada, dizendo que a prefeitura poderá bancar vagas na rede privada, se necessário. Simeyzon, ao ser questionado por Jovair sobre suas propostas para a saúde, afirmou que "é preciso gestão" e prometendo reorganizar a área, dobrando as equipes do Programa Saúde da Família (PSF) e implantando o "Saúde em Casa", para entregar medicamentos para atender doentes com dificuldade de locomoção. Na réplica, Jovair falou sobre a sua proposta de criar um plano de saúde municipal gratuito, voltado para quem ganha até três salários mínimos, mesmo com a Justiça tendo proibido a divulgação da proposta na propaganda eleitoral na TV e no rádio, por considerá-la inconstitucional. O candidato afirmou que não está "fazendo propaganda" e sim "fazendo compromisso". Jovair, segundo colocado nas pesquisas, recebeu críticas dos concorrentes. Pantaleão se irritou com Jovair quando fez pergunta sobre o Plano Diretor de Goiânia e o petebista desviou falando da sua proposta de criar o plano de saúde. Ao falar sobre transporte coletivo, Donizzeti criticou o governador Marconi Perillo, aliado de Jovair. Segundo ele, falta vontade política do governador para solucionar o problema do transporte na capital, que também seria da responsabilidade de Marconi. José Netho questionou Jovair sobre segurança, lembrou a aliança do petebista com governo estadual e citou as greves recentes da Polícia Civil. "A PF também está de greve. Não precisa querer arrumar culpado, a segurança pública no Brasil inteiro sofre problema seríssimo", rebateu Jovair, apresentando seu programa "Anjos do Bairro", de envolvimento da comunidade com a segurança preventiva.
Dentre as perguntas feitas entre si pelos candidatos, além da saúde, o trânsito e os problemas do transporte coletivo foram os temas dominantes. Ao ser sabatinado por Isaura, José Netho, falou de sua proposta de instalar o aeromóvel, o metrô e mais ciclovias em Goiânia. "Estamos propondo a mudança real de todo o sistema, reavaliar os contratos com as empresas", disse. Netho insinuou a influência do bicheiro Carlinhos Cachoeira na administração pública em Goiás: "o eleitor tem que entender que existe uma 'cachoeira' de esquemas que não deixa o transporte melhorar", disse. Isaura, por sua vez, disse que pretende mudar o atual contrato com as empresas concessionárias do transporte, implantando um modelo inspirado no transporte público de Curitiba. "Lá, as empresas são remuneradas pela quilometragem rodada e não pelo número de passageiros transportados. Isso significa mais ônibus nas linhas", disse. Donizzeti, por sua vez, prometeu municipalizar o serviço, abaixar a passagem para R$ 1,00 e contratar cerca de 2,5 mil cobradores – hoje as empresas optaram por manter dentro dos veículos apenas os motoristas. "Os motoristas hoje são sobrecarregados. Vamos acabar com esta lógica", disse.

## TV Anhanguera
O debate mais aguardado seria realizado no dia 4 de outubro, três dias antes da eleição, pela TV Anhanguera (afiliada da Rede Globo) e, conforme as regras estabelecidas entre a emissora e os candidatos, contaria com a presença dos quatro candidatos mais bem colocados nas pesquisas de intenção de voto. O debate da TV Anhanguera é tradicionalmente o de maior audiência em Goiânia. No dia 4 de outubro, no entanto, a TV Anhanguera anunciou o cancelamento do debate após duas liminares do juiz Rodrigo de Silveira, da 127ª Zona Eleitoral, garantirem a participação de Isaura Lemos (PCdoB) e José Netho (PPL). Segundo a emissora, a decisão quebrou o acordo previamente assinado com os candidatos, de que apenas os quatro mais bem posicionados nas pesquisas – Paulo Garcia (PT), Jovair Arantes (PTB), Simeyzon Silveira (PSC) e Elias Júnior (PMN) – participariam do evento.
Em nota assinada pela Diretoria de Jornalismo da Organização Jaime Câmara (OJC), que controla a TV Anhanguera, a empresa assinala que as liminares criaram "uma insegurança jurídica que impede a realização do programa dentro de níveis mínimos de planejamento e de qualidade, como o evento e o padrão da emissora requerem, e a população goianiense merece". Ainda conforme a nota, "o confronto direto entre dois adversários constitui-se no mais adequado e proveitoso para o eleitor", mas a legislação eleitoral brasileira "obriga as emissoras de rádio e televisão a um comportamento que, na maioria das vezes, impede a realização desse modelo, o que implica na participação de um número maior de candidatos no programa". A OJC e a diretoria de jornalismo da TV Anhanguera ainda se desculparam aos candidatos e à sociedade e disseram lamentar o cancelamento do debate.